# Walter Barni
Walter Barni (Chiusi, 14 agosto 1922 – Roma, 24 marzo 2014) è stato un partigiano e sindacalista italiano.

## Biografia

### Gioventù
Discendente da famiglia impegnata politicamente. Un suo avo combatté nella battaglia di Montaperti dalla parte dei Ghibellini, contro i Guelfi nel 1260. Suo nonno Ugo Barni, nel 1892 fu delegato toscano alla costituzione del Partito dei Lavoratori Italiani (successivamente Partito Socialista Italiano) e nel 1906 fu delegato alla costituzione della Confederazione Generale del Lavoro (CGdL) (successivamente CGIL).
All'età 17 anni si trasferisce a Roma per terminare gli studi, ma presto trova un lavoro come impiegato presso un'impresa che produceva spolette per bombe d'aereo e siluranti.

### Il servizio militare di leva e la guerra

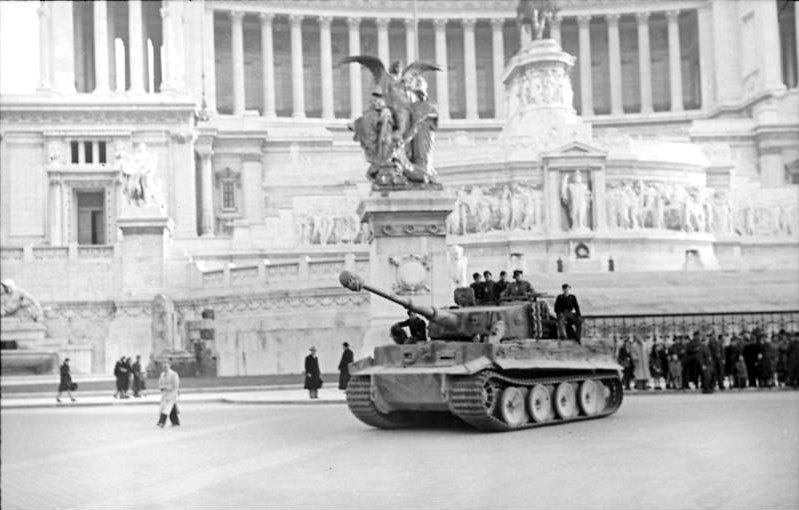
Un carro pesante tedesco Panzer VI Tiger I di fronte al Vittoriano al centro di Roma nel febbraio 1944.

Nei primi mesi del 1942 fu chiamato al servizio militare di leva e questo gli impedirà di diplomarsi. Viene assegnato al reggimento Granatieri di Sardegna di stanza a Bagnoregio. Dopo un breve periodo di addestramento, il suo battaglione viene aggregato alla 3ª Divisione fanteria "Ravenna" dell'Armata militare italiana in Russia e inviato sul fronte russo. Dopo lo sfondamento dell'armata rossa sul fiume Don, nel corso della drammatica ritirata delle truppe dell'Asse, insieme a un suo commilitone Bruno Casalboni di Rimini, difende la colonna in cui si trovava da un attacco a sorpresa del nemico, azione per la quale verrà decorato con la Medaglia di bronzo al valor militare.
Tornato a Bagnoregio nella sede del suo battaglione, dopo l'8 settembre 1943 si arruolò come partigiano nella banda «Fulvi» detta anche «Fulvi-Mosconi» fino al 4 giugno 1944 quando partecipa alla liberazione di Roma. Nella stessa banda sarà militare anche padre Giuseppe Morosini. Nel 1944, durante la resistenza si iscrisse clandestinamente al Partito Comunista Italiano. Nel settembre 1944 con un reparto da lui addestrato entrò nel nuovo Esercito Italiano e venne aggregato all'8ª Armata Britannica. 

### Il dopoguerra
Terminata la guerra lavora presso l'agenzia generale INA Assitalia di Roma ed è tra i promotori del sindacato FISAC-CGIL assicurativi; dal 1966 al 1981 è segretario generale della FILDA tranne che nel 1967-‘68 quando ne è segretario generale aggiunto. Sposa Maria Pace dalla quale ha avuto 3 figli. A Rimini, nell'ottobre 1981, con la FILDA è tra i promotori della FISAC, federazione unitaria bancari-Banca d'Italia-assicurativi, il cui processo di fusione si concluse a Roma nel congresso del dicembre 1983.

## Onorificenze
Concessione fatta "sul campo" dal Ministero della Guerra - Capo Provvisorio dello Stato, in data 30 settembre 1947, per un fatto di guerra, durante le operazioni sul fronte russo, accaduto mentre rivestiva il grado di Caporale del 2º Corpo d'Armata - 32º btg. c/carro Granatieri di Sardegna.